# Interstate 155 (Illinois)
Pour les articles homonymes, voir Interstate 155.
L'Interstate 155 (I-155) est une autoroute de l'I-55 qui suit une orientation sud–nord. Elle relie les villes de Peoria et de Lincoln. Le terminus nord se trouve à l'est de Peoria, à l'I-74. Le terminus sud se trouve à la jonction avec l'I-55, au nord-ouest de Lincoln.
L'I-155 a été créée pour remplacer la IL 121. Elle a été construite en plusieurs segments entre 1970 et 1992.

## Description du tracé
L'I-155 se dirige vers le nord depuis l'I-55 au nord-ouest de Lincoln. Elle croise la US 136 à l'est d'Emden. Cinq miles (8,0 km) au nord de la US 136, la IL 122 forme un multiplex avec l'I-155 à l'est de Delavan. Elles forment ce multiplex pour quatre miles (6,4 km) avant que la IL 122 ne se dirige à l'est vers Hopedale. Plus au nord, l'autoroute traverse la rivière Mackinaw.
À l'est de Tremont, l'I-155 croise la IL 9. Elle rencontre ensuite des voies locales pour Morton. Elle passe ensuite à l'ouest de la ville avant de se terminer à la jonction avec l'I-74, un peu au sud-est de Peoria.
L'I-155 est une autoroute à quatre voies qui parcourt le centre rural de l'Illinois. En plus des villes de Morton, Peoria et Lincoln, l'I-155 dessert aussi plusieurs petites communautés.

## Liste des sorties
| Interstate 155                            |              |       |       |        |                                     |                                                                          |
| Comté                                     | Municipalité | mi    | km    | Sortie | Intersections / Destinations        | Notes                                                                    |
| Logan                                     |              | 0,00  | 0,00  | 0      | I-55 – Chicago, Saint-Louis         | Terminus sud; indiqué sortie 0A (sud) et 0B (nord); sortie 127 de l'I-55 |
| Logan                                     |              | 6,04  | 9,72  | 6      | Hartsburg                           |                                                                          |
| Logan                                     |              | 10,25 | 16,50 | 10     | US 136 – McLean, Havana             |                                                                          |
| Tazewell                                  |              | 15,26 | 24,56 | 15     | IL 122 (en) ouest – Delavan         | Terminus sud du multiplex avec IL 122                                    |
| Tazewell                                  |              | 18,48 | 29,74 | 19     | IL 122 (en) est – Hopedale          | Terminus nord du multiplex avec IL 122                                   |
| Tazewell                                  |              | 22,41 | 36,07 | 22     | Towline Road                        |                                                                          |
| Tazewell                                  | Tremont      | 25,52 | 41,07 | 25     | IL 9 (en) – Pekin, Bloomington      |                                                                          |
| Tazewell                                  |              | 28,46 | 45,80 | 28     | Broadway Road                       |                                                                          |
| Tazewell                                  | Morton       | 29,19 | 46,98 | 29     | Main Street                         | Sortie direction nord, entrée direction sud                              |
| Tazewell                                  | Morton       | 30,26 | 48,70 | 30     | Queenwood Road                      | Sortie direction sud, entrée direction nord                              |
| Tazewell                                  | Morton       | 30,97 | 49,84 | 31     | IL 98 (en) ouest (Birchwood Street) |                                                                          |
| Tazewell                                  | Morton       | 32,13 | 51,71 |        | I-74 – Peoria, Bloomington          | Terminus nord; sortie 101 de l'I-74                                      |
| - Terminus de multiplex - Accès incomplet |              |       |       |        |                                     |                                                                          |